# Biz Markie
Marcel Theo Hall (Nova Iorque, 8 de abril de 1964 – Baltimore, 16 de julho de 2021), mais conhecido pelo seu nome artístico Biz Markie, foi um rapper, beatboxer, DJ, humorista e ator estadunidense. Ficou conhecido pelo seu single "Just a Friend", que alcançou o Top 10 da Billboard Hot 100 em 1989.
Markie morreu em 16 de julho de 2021, em Baltimore, aos 57 anos de idade, devido a complicações da diabetes.

## Discografia

### Álbuns de estúdio
- 1988: Goin' Off
- 1989: The Biz Never Sleeps
- 1991: I Need a Haircut
- 1993: All Samples Cleared!
- 2003: Weekend Warrior

### Compilações
- 1994: Biz's Baddest Beats
- 1998: On the Turntable
- 2000: On the Turntable 2
- 2002: Greatest Hits
- 2006: Make the Music with Your Mouth, Biz
- 2009: Ultimate Diabolical

### Singles
| Ano  | Canção                           | Posição nas paradas | Posição nas paradas | Posição nas paradas | Álbum                |
| Ano  | Canção                           | U.S. Hot 100        | U.S. R&B            | U.S. Rap            | Álbum                |
| ---- | -------------------------------- | ------------------- | ------------------- | ------------------- | -------------------- |
| 1987 | "Make the Music with Your Mouth" | —                   | 84                  | —                   | Goin' Off            |
| 1988 | "Vapors"                         | —                   | 37                  | —                   | Goin' Off            |
| 1989 | "Just a Friend"                  | 9                   | 22                  | 5                   | The Biz Never Sleeps |
| 1991 | "What Comes Around Goes Around"  | —                   | 84                  | 4                   | I Need a Haircut     |
| 1993 | "Let Me Turn You On"             | —                   | —                   | 7                   | All Samples Cleared! |
| 1993 | "Young Girl Bluez"               | —                   | —                   | 4                   | All Samples Cleared! |